# تحقيقات الكوارث الجوية
ماي داي: تحقيقات الكوارث الجوية هو اسم سلسلة تلفزيونية هو برنامج تلفزيوني وثائقي من إنتاج سينيفليكس في كندا. وبثت على قناة ديسكفري كندا، وقناة ناشيونال جيوجرافيك.ويحقق هذا الفيلم الوثائقي في العديد من حوادث تحطم الطائرات واختطافها في التاريخ الحديث بعد فحص الصندوق الأسود والاستماع لتسجيل الصندوقين الأسودين للطائرة. انه يكشف عن الأحداث التي أدت إلى كل من الكوارث، وأسباب الحوادث والتدابير الموصى بها في تقرير الهيئة القومية لسلامة الطيران، أو لمنع حدوث حادث مماثل مرة أخرى. انه ملامح لإعادة التشريعات، والمقابلات، والشهادات، وتوليد الصور الكمبيوتر، وبعض الحلقات، وقمرة القيادة وتسجيلات صوتية لإعادة تسلسل الأحداث إلى الجمهور.
تم إنتاج اعتبارا من كانون الأول / ديسمبر 2008 وستة فصول.
الرواة: ستيفن بوغاريت Stephen Bogaert (كندا، الولايات المتحدة)، جوناثان أيرز zJonathan Aris(المملكة المتحدة)، غاستون وباج Gaston Lepage(النسخة الفرنسية الكندية) وعلي سعد (النسخة العربية)

## وصلات خارجية
- National Geographic Channels International
- Air Crash Investigation on National Geographic Channel
- تحقيقات الكوارث الجوية على موقع IMDb (الإنجليزية)
- تحقيقات الكوارث الجوية على موقع ميتاكريتيك (الإنجليزية)
- تحقيقات الكوارث الجوية على موقع روتن توميتوز (الإنجليزية)
- تحقيقات الكوارث الجوية على موقع روتن توميتوز (الإنجليزية)
- تحقيقات الكوارث الجوية على موقع فيلمافينيتي (الإسبانية)
- تحقيقات الكوارث الجوية على موقع كينوبويسك (الروسية)
- تحقيقات الكوارث الجوية على موقع قاعدة بيانات الفيلم (الإنجليزية)
- Cineflix Website

قالب:Mayday NavBox